# 교육 분야의 챗GPT
교육 분야에서 챗GPT를 활용하면서 상당한 논쟁과 탐구가 촉발되었다. 챗GPT는 OpenAI가 2022년 11월에 출시한 대형 언어 모델(LLM)을 기반으로 하는 챗봇이다. 교육자들의 의견은 매우 다양하다. 일부는 혜택에 대해 회의적이지만 많은 사람들은 이를 귀중한 도구로 본다.
챗GPT는 주제 개요 제공, 아이디어 생성, 초안 작성 지원 등 다양한 교육적 목적을 제공한다. 2023년 연구에서는 학생들보다 교수들이 더 많이 수용한다는 점을 강조했다. 또한, 챗봇은 개인화된 튜터링에 있어서도 유망한 것으로 나타났다.
학교에서 챗GPT와 같은 챗봇을 금지하려는 노력은 부정행위를 예방하는 데 중점을 두고 있지만, AI 감지의 부정확성과 챗봇 기술의 광범위한 접근성으로 인해 시행에 어려움을 겪고 있다. 금지 조치는 교사와 학생 간의 관계를 긴장시키는 동시에 학생들이 효과적인 기술 사용법을 배울 수 있는 기회를 방해할 수도 있다.

## 배경
챗GPT는 OpenAI가 개발하여 2022년 11월에 출시된 가상 비서이다. GPT-4o와 같은 생성적 사전 훈련 변환기(GPT)라는 고급 인공지능 (AI) 모델을 사용하여 텍스트를 생성한다. GPT 모델은 대량의 텍스트에서 다음 토큰을 예측하도록 사전 학습된 대형 언어 모델이다(토큰은 일반적으로 단어, 하위 단어 또는 구두점에 해당한다). 이러한 사전 학습을 통해 다음에 나올 가능성이 높은 토큰을 반복적으로 예측하여 인간과 유사한 텍스트를 생성할 수 있다. 사전 훈련 후 이러한 GPT 모델은 인간 피드백을 통한 지도 학습 및 강화 학습을 사용하여 보조자 역할을 채택하고 응답 정확도를 개선하며 유해한 콘텐츠를 줄이도록 미세 조정되었다.
챗GPT는 출시 후 단 2개월 만에 1억 명 이상의 사용자를 확보하여 역사상 가장 빠르게 성장하는 소비자 소프트웨어 애플리케이션이 되었다. 비슷한 챗봇으로는 Gemini 와 Claude가 있다.

## 효과 및 응용
2023년 1월 평가에서 챗GPT는 미네소타 대학교 및 와튼 스쿨과 같은 기관의 대학원 수준 표준과 비슷한 성과를 보였다. 울런공 대학교 로스쿨 에서 실시한 맹검 연구에서는 학기말 형법 시험을 치른 225명의 학생을 대상으로 GPT-3.5와 GPT-4를 비교했다. 연구 결과에 따르면 학생들의 평균 점수는 GenAI 모델보다 상당히 높은 것으로 나타났다.
컴퓨터 프로그래밍 및 수치적 방법과 같은 분야에서의 응용이 탐구되고 검증되었다. 평가 심리학자 Eka Roivainen의 연구에 따르면 챗GPT의 언어적 IQ는 테스트 응시자 상위 0.1%에 근접한다고 한다. 챗GPT의 주목할 만한 단점 중 하나는 와튼 스쿨의 Ethan Mollick과 같은 교육자들이 지적했듯이 특히 수학과 같은 기술 과목에서 학업 과제에서 가끔씩 부정확한 부분이 발견된다는 것이다.
2023년 3월과 4월 사이에 실시된 설문 조사에 따르면 미국 학생의 58%가 챗GPT를 사용했으며 38%는 교사의 동의 없이 사용했다고 인정하여 금지 조치를 시행하는 데 어려움이 있음을 강조했다.
교육 수요에 대응하여 OpenAI는 2024년 5월에 "챗GPT Edu"를 출시하여 대학에 이 기술에 대한 저렴한 접근성을 제공하는 것을 목표로 했다.
챗GPT와 같은 AI 도구는 청소년과 성인의 독해 능력을 향상시키는 데 효과가 있는 것으로 나타났다. 그들은 글쓰기에 대한 즉각적인 피드백을 제공하고, 아이디어 생성을 돕고, 문법과 어휘를 향상시키는 데 도움이 된다. 이러한 도구는 철자 및 문법을 도와서 독서 장애와 같은 장애가 있는 학생을 지원할 수도 있다. 또한 AI는 저차원 작업을 자동화하여 고차원적 사고를 촉진하고 학생들이 복잡한 개념 작업에 집중할 수 있도록 한다. 챗GPT와 유사한 GitHub Copilot 과 같은 AI 도구는 생산성을 향상시키고 기술 분야에서 개발자의 AI에 대한 인식에 영향을 미쳐 프로그래밍에 상당한 영향을 미쳤다.
수집된 워크시트와 과제 데이터베이스를 사용하여 학생들의 과제를 돕는 웹사이트였던 교육 기술 회사 Chegg는 챗GPT의 가장 두드러진 사업적 희생양 중 하나가 되었으며, 2023년 5월 분기 실적 발표 이후 주가가 거의 절반으로 떨어졌다.
2023년에 한 연구에서는 교육 분야에서 챗GPT의 역할을 비판적으로 조사했다. 저자는 챗GPT가 교육 환경에서 자체적으로 SWOT 분석을 생성하여 몇 가지 주요 문제와 잠재적인 용도를 식별하도록 했다. 그들은 챗GPT가 사람과 같은 반응을 생성하고 개인화된 학습을 지원할 수 있지만 한계도 있다는 점을 강조했다. 예를 들어, AI는 "환각"이라고 불리는 부정확한 정보를 생성할 수 있는데, 이는 학생들이 정확한 응답과 구별하기 어려울 수 있다. 이는 디지털 리터러시와 비판적 사고 능력을 가르치는 것의 중요성을 강조한다. 또한 이 연구에서는 챗GPT의 응답은 주로 질문에 대한 즉각적인 답변 제공에 초점을 맞추었고, 더 광범위한 교육 목표와 과정에 대한 이해가 부족했다는 점을 지적했다. 챗GPT의 교육 데이터의 잠재적 편향과 이를 사용하는 데 따른 윤리적 의미도 논의되었으며 특히 챗GPT 개발자가 생성하는 콘텐츠에 대해 행사하는 통제와 관련하여 논의되었다.
Ravšelj et al.(2025)의 글로벌 연구는 2024년 초에 고등교육 학생들의 챗GPT의 효과와 응용에 대한 인식에 대한 포괄적인 글로벌 분석을 제공한다 이 보고서에 따르면 학생들은 챗GPT를 주로 브레인스토밍, 요약, 연구 지원에 사용하며, 복잡한 정보를 단순화하는 데는 효과적이지만 사실적 정확성과 교실 학습에는 신뢰도가 낮다고 생각한다. 학생들은 AI 리터러시, 디지털 커뮤니케이션, 학습 효율성을 향상시킬 수 있는 잠재력을 인식했지만 Ravšelj et al.은 비판적 사고, 대인 관계 커뮤니케이션, 의사 결정 기술 측면에서 한계가 있음을 강조하며 학문적 환경에서 윤리적인 AI 규정이 필요하다는 점을 강조했다.
챗GPT의 과제 생성 기능은 특히 에세이 쓰기에 있어서 학문적 성실성에 대한 우려를 불러일으켰으며 비평가들은 기존 쓰기 기술의 잠재적인 오용 및 평가절하를 예견했다.
롤링 스톤이 보도한 한 사례에서는 텍사스 A&M 대학의 한 교수가 학생들의 과제를 검토하는 데 챗GPT를 오용하여 과제가 대규모 언어 모델을 활용했는지 검증한 사건이 있었다. 챗GPT는 모든 학생이 사용한 결과를 반환했고, 교수는 즉시 모든 학생에게 낙제점을 반환했다. 그러나 챗GPT가 학생 과제 작성에 사용되었는지 확실하게 확인할 수 없으며 챗GPT에 대한 레딧 커뮤니티의 게시물은 많은 사람들이 교수가 챗봇에 대해 잘 알지 못한다고 비난하면서 널리 주목을 받았다고 언급했다.

## 찬성
AI의 등장과 이로 인한 표절 및 편향된 콘텐츠 생산 가능성에 대한 우려가 커지고 있지만, 일부에서는 챗GPT 자체가 학생들의 비판적 사고와 추론 능력을 강화하는 효과적인 도구라고 주장한다. 이에 대한 실제 사례로는 가수이자 작곡가인 버나 보이의 작품을 분석하라는 과제를 받은 학생이 있다. 챗GPT는 버나 보이의 정치 노래에 대한 심층 분석을 제공하지 못했으며, 나이지리아 피진어와 속어의 번역만 도울 수 있었고, 나이지리아 팬들이 노래의 의미를 해석한 토론 포럼 목록만 나열할 수 있었다. 그러나 이러한 제한은 학생들에게 다른 사람들과 교류할 수 있는 기회를 제공했고 학생들이 내용에 대해 보다 비판적이고 심도 있게 생각할 수 있도록 했다. 매사추세츠 대학교 애머스트 캠퍼스의 자렐 드 마타스는 작가가 챗GPT에 참여하여 문제를 해결하고 비판적 사고와 글쓰기 기술을 향상시키는 "탐구 기반 모델"을 제안했다. 드 마타스는 또한 기술보다 사용자를 우선시하는 "쓰기 과정의 사용자 중심적 디자인"을 제안했다. 이 "사용자 중심 디자인"에는 두 가지 핵심 구성 요소가 포함된다. 첫 번째는 학생들이 챗GPT처럼 결과물 중심이 아닌 과정 중심으로 글쓰기를 보도록 장려하는 반성적 글쓰기에 중점을 두는 것이다. 두 번째는 학생들이 특정 주제에 대한 정보를 제공하는 능력과 정보를 가져오는 곳의 한계에 따라 챗봇 응답을 평가하는 것이다.
AI 활용은 다양한 관점과 함의를 지닌 복잡한 문제이며, 이는 미래 교육이 어떻게 발전할 것인지에 대한 영향을 미친다. 챗GPT가 교육을 파괴할 것이라는 이론은 믿음만큼이나 널리 논란이 되고 있다. 크리스처니티 투데이의 케빈 브라운은 인간의 뇌가 챗GPT보다 지속적으로 더 나은 자료를 창작할 수 있다고 썼다. 브라운은 교육은 그 정신에 따라 계속 살아갈 것이며 챗GPT만이 교육 방법을 혁신할 수 있다고 주장했다. 뉴욕 타임스의 케빈 루스 역시 챗GPT의 금지 조치는 효과적으로 실행될 수 없을 것이며, 이를 감시하는 것은 불가능할 것이라고 보도했다. 루스는 학생들이 학교 밖에서도 인터넷에 접속할 수 있으므로 금지 조치가 사실상 쓸모없게 되었다고 지적했다. 대신 루스는 교사들이 계산기와 유사한 일부 과제에 대해 공개적으로 허용해야 하며 AI를 사용하여 가르치는 것이 가장 좋은 방법이라고 제안했다. 구두 시험은 과제를 회피하고 1:1 기준으로 학생들의 지식을 보다 효과적으로 테스트할 수 있는 교육 방법의 예로도 사용되었다.
일부 사람들은 양이 아닌 쓰기와 읽기의 질에 초점을 맞춘 교육학의 변화를 강조했다. 교육자들이 한 학기마다 한 편의 논문이나 한 권의 책을 할당함으로써 속도를 늦추면 학생들은 "여러 번의 초안과 수정을 통해 더 많은 생각, 연구, 비판적 사고"를 할 수 있다. 이러한 기술적 발전으로 인해 교육자들은 비판적 사고와 윤리적인 AI 활용을 강조하며 교육적 접근 방식을 재고하게 되었다. 지지자들은 개인화된 접근 방식을 통해 학습 성과를 향상시키는 잠재력을 활용하여 챗GPT를 교육 프레임워크에 책임감 있게 통합해야 한다고 주장한다.
챗GPT에 대한 학생들의 인식은 일반적으로 긍정적이며 많은 학생들이 이를 학습, 생산성 및 문제 해결을 위한 효과적인 도구로 여긴다. Ravšelj et al.(2025)이 수행한 글로벌 연구에 따르면 약 58%의 학생들이 AI 도구가 일상 생활에 유용하다고 보고했다. 챗GPT에 대한 견해를 글로 설명해 달라는 요청을 받았을 때 가장 흔하게 사용된 용어는 "좋음", "도움이 됨", "도구"였으며, 이는 플랫폼에 대한 전반적인 호의적인 인식을 반영했다. 이 연구에서는 또한 챗GPT가 혼합 학습 환경에서 특히 유익하다는 점을 강조했는데, 이는 학습의 상당 부분이 온라인에서 진행되기 때문이다. 대다수의 학생들은 여전히 AI보다 직접 지원을 선호한다고 표현했지만 특히 직접 지원을 받을 수 없는 경우 챗GPT가 도움이 되는 리소스라는 점을 인정했다.
교육 분야에서 AI를 활용하면 개인화된 학습 경험과 적응형 교육 방법을 제공할 수 있으므로 엄청난 잠재력을 가지고 있다. 일부 교수는 생성 AI를 훈련하기 위해 특별히 고안된 별도의 대학 과정을 만들었다. 예를 들어, 애리조나 주립 대학 Andrew Maynard 교수와 밸더빌트 대학의 Jules White 교수는 모두 프롬프트 엔지니어링 생성 AI 챗봇을 위한 새로운 과정을 특별히 개발했다. 와튼의 이선 몰릭(Ethan Mollick)과 같은 다른 강사들은 금지에도 불구하고 학생들이 불가피하게 사용할 수 있다는 점을 감안하여 생성 AI 사용을 허용했을 뿐만 아니라 모든 학생에게 과제에서 챗GPT를 사용하도록 요구했다. Mollick은 NPR에 챗GPT를 사용하면 일반적으로 학생들의 작업이 개선되고 AI를 사용하여 아이디어 생성을 더욱 지원할 수 있다고 보고했다. 일부 교수들은 학습 자료 작성에 집중했으며 챗GPT를 사용하여 학생의 배경에 맞게 과제를 개인화할 수 있는 기회를 강조했다. 2024년 로스앤젤레스 통합 학구 교실에서 챗GPT를 사용하는 것에 대응하여 개발된 챗봇인 Ed를 도입했다.

## 반대
챗GPT가 교육에 미치는 영향은 중요한 논의 주제이다. Daniel Herman의 관점은 AI가 인간만큼 쉽게 텍스트를 생성할 수 있다면 글쓰기 기술의 잠재적인 평가절하에 대한 우려를 반영한다. 마찬가지로 나오미 S. 바론은 "AI 텍스트 생성기가 우리 대신 글을 쓴다면, 우리는 스스로 문제를 생각해 낼 기회를 잃게 된다"고 썼다. 그녀는 또한 학생들이 생성적 AI가 자신의 글의 내용과 스타일을 제어하게 되어 소유권 감각이 약해지는 미끄러운 경사로의 위험에 대해서도 언급했다. 교육자들은 고등교육에서 글쓰기의 실용성과 가치를 다시 생각해야 할 수도 있다. 예를 들어, 경영대학원은 글쓰기를 경력 준비 접근 방식에서 자유과학적 접근 방식으로 재구성할 수 있다. 자유과학적 접근 방식에서는 글쓰기가 "풍요롭고 의미 있는 삶의 기초"이다. 케이티 메이저에 따르면, 애슐랜드 대학의 교수진은 AI에 대해 분야마다 반응이 달랐다. 문자가 "중요한 관점과 가치"를 지닌다고 보는 분야는 문자가 "다른 목적을 위한 수단으로 실용적으로 취급되는" 분야보다 교육 분야에서 AI에 관심을 가질 가능성이 더 높다. 다른 사람들은 AI 도구인 챗GPT가 표절에 사용되거나 편향된 콘텐츠를 생성할 가능성이 있으므로 교육자들이 비판적 사고와 추론에 더 집중하도록 방법을 조정해야 한다고 강조한다.
챗GPT가 학생들에게 미치는 영향뿐만 아니라 교육자들 자신에게도 미치는 영향에 대한 우려가 커지고 있다. 특히 교육 분야에서 챗GPT 사용이 증가함에 따라 글쓰기 센터가 큰 영향을 받을 수 있다. 지역적으로는 AI 사용에 대한 정책이 있지만 대학 전체에 대한 정책은 아직 제대로 확립되지 않았으며, 이로 인해 "비윤리적인 AI가 생성한 글쓰기에 대한 경찰 고객" 역할을 해야 할 수도 있는 글쓰기 센터 튜터에게 부담이 가중된다. 2024년에 쓰기 센터를 대상으로 실시한 설문 조사에 따르면 참가자들은 "AI 도구 사용의 윤리적 문제"에 대해 고객에게 조언하고 "AI가 생성한 텍스트를 인식하고 학문적 정직성을 논의"할 수 있어야 한다고 믿는다고 밝혔다. 일부에서는 이를 개선하기 위한 방법을 제안했는데, 여기에는 AI가 생성한 작품에 디지털 워터마크를 배치하여 원래 학생 작품과 구별하는 것이 포함된다.
교육 분야에서 챗GPT 사용에 대한 우려가 자주 제기되는 또 다른 이유는 검증 가능한 정보를 생성하는 도구의 성능에 차이가 있기 때문이다. 챗GPT는 환각과 오보, 특히 조작된 인용을 생성하는 경향이 있어 학문적 신뢰성을 확보하는 데 적합하지 않다. 허구의 인물이나 존재하지 않는 작품에 대한 언급과 같은 일부 부정확한 정보는 쉽게 감지될 수 있다. 하지만 챗GPT는 설득력 있는 가짜 결과를 생성할 수도 있다. 뉴브런즈윅 대학교 세인트 존 캠퍼스의 Jordan MacDonald는 챗GPT를 사용하여 주제에 대한 정보를 검색하는 학생들이 허위 또는 오해의 소지가 있는 정보를 식별하는 데 필요한 지식이 부족할 수 있다는 단점을 지적했다. 또한 학생들이 챗GPT를 과도하게 사용하면 인지적 부담이 늘어나 기억력 저하를 초래한다. Michael Gerlich에 따르면 AI 기술과 함께 성장한 젊은 세대는 이 기술에 더 많이 의존하는 경향이 있으며 이는 이전 세대에 비해 비판적 사고 점수가 낮다는 것을 의미한다.